# Portugisiska imperiet

Portugals flagga 1578–1640

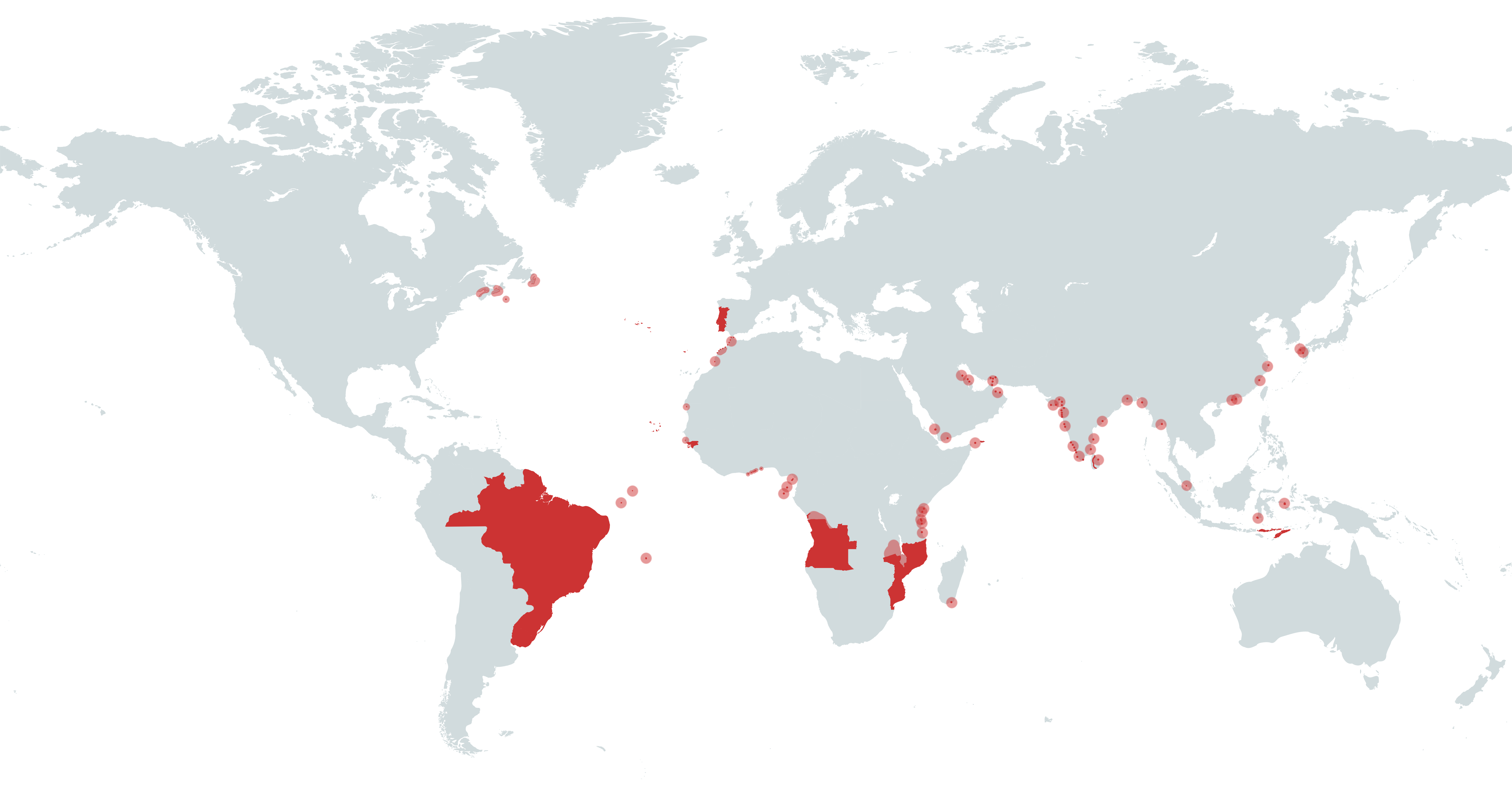
Karta med områden som vid någon tidpunkt ingick i Portugals kolonialvälde.

Portugisiska imperiet (portugisiska: Império Português) var det tidigaste och det mest långvariga kolonialimperiet i Europa i modern tid. Det grundades av Johan I av Portugal år 1415.
Imperiets kolonier kom att sträcka sig från Macao vid Kina till Brasilien.
Johan erövrade först Ceuta i Nordafrika där hans son Henrik sjöfararen blev guvernör. Efter den erövringen skickade portugiserna expeditioner nedför Afrikas kust. Detta visade sig vara svårt eftersom det blåste extremt mycket. Portugiserna var de första européerna att besöka Japan år 1543. År 1500 seglade Vasco da Gama från Portugal, runt Godahoppsudden och till Indien. Han hade öppnat en ny handelsväg med de asiatiska länderna och återvände med lyxvaror i form av siden, ädelstenar och annat. 

## Portugisiska besittningar
- Kap Verde (1462–1975)
- Macao (1557–1999)
- Portugisiska Guinea (1474–1974)
- Portugisiska Indien (1505–1961)
- Portugisiska Timor (1596–1975)
- Portugisiska Västafrika (1655–1975)
- Portugisiska Östafrika (1498–1975)
- Vicekungadömet Brasilien (1500–1815)

### Fotnoter
1. ↑  Imperier Kurt Almqvist Isabella Thomas